# Base aérienne de Konotop
La base aérienne de Konotop (en ukrainien : Конотоп (авіабаза)) est une base aérienne (code OACI : UKBF) situé à quatre kilomètres de  Konotop en Ukraine.

## Historique
La base a été utilisée par l'École de pilotes de l'aviation militaire de Tchernigov (CHVVAUL) créée en 1995 pour le 105e Régiment d'aviation sur Aero L-39 Albatros. La base est à quatre-vingt kilomètres de la frontière russe.

### Situation
| Berdiansk Oujhorod Brody Ouman Kanatove Konotop Djankoï Tchouhouïv Kryvyï Rih Donetsk Sébastopol DniproVesseloïeBaheroveHorodokChersonèseGvardeïskoïeKatchaIvano-Frankivsk Izmaïl JovtneveJytomyr Koulbakino Kharkiv · Charcovie Khmelnytskyï Kherson KrementchoukKiev/Kyïv · Jouliany Kiev/Kyïv · Boryspil Kryvyï Rih Kolomya Loutsk Louhansk LvivMarioupol Mykolaïv Myrhorod Nijyn Odessa Poltava Rivne Sambir Simferopol Starokostiantyniv Tchernivtsi Vinnytsia Zaporijjia |